# Vincenzo Petagna
Vincenzo Petagna (Napoli, 17 gennaio 1734 – 6 ottobre 1810) è stato un botanico, medico ed entomologo italiano.

## Biografia
Vincenzo Petagna nacque a Napoli il 17 gennaio 1734 da Antonino Petagna e Orsola Cuomo, definiti "genitori onesti e timorati". Da ragazzo, studiò dapprima presso i gesuiti, dove apprese il latino. In seguito studiò anche filosofia e medicina e si laureò in medicina all'età di 20 anni circa. In seguito , animato da interesse nei confronti della medicina, seguì un corso di "medicina-pratica" di Luigi Visone.

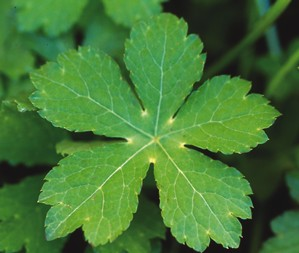
Petagnaea gussonei

Nel 1770, dopo aver conosciuto il principe di Kaunitz, ministro plenipotenziario della corte di Vienna a Napoli, viaggiò con lui in Austria e colse l'occasione per visitare anche la Germania e l'Italia occidentale. Il viaggio gli consentì di entrare in contatto con importanti studiosi di altre nazioni e questo, a differenza di altri studiosi del Regno di Napoli, gli garantì una marcia in più e una maggiore notorietà all'estero.
Tornato a Napoli, cominciò a sistemare la sua collezione privata di storia naturale, specialmente la sezione relativa agli insetti. Poco tempo dopo dovette recarsi a Palermo per una diagnosi sulla salute del marchese presidente Airoldi, e colse l'occasione per studiare la flora siciliana. Al rientro gli fu assegnata la cattedra provvisoria di botanica presso la Regia Università degli Studi di Napoli, divenendo "professore interino". In seguito la cattedra gli fu confermata, divenendo professore di ruolo. Nel suo ruolo di insegnante era noto per la sua qualità di trattare gli studenti con amorevolezza e cortesia, e riusciva a invogliarli alla conoscenza delle erbe officinali.
Nella prefazione dell'opera Institutiones Botanicae, Petagna afferma di aver appreso molto all'interno dell'orto botanico di Pietro Sanseverino, conte di Chiaromonte, e di essere stato aiutato dal suo assistente Giulio Candida.
Fu membro del Reale Istituto d'Incoraggiamento di Napoli e di molte altre accademie. Fu anche iscritto alla Real Deputazione della Salute. Gli è stata intitolata una pianta, la Petagnaea gussonei.
Il suo unico desiderio, secondo le fonti, era quello di avere a disposizione un orto botanico sufficientemente grande, ma gli fu consentito a malapena di averne uno piccolo al centro dell'ex-monastero di Monteoliveto a Napoli. Morì il 6 ottobre 1810, forse a Napoli.

## Opere
- (LA) Vincenzo Petagna, Institutiones Botanicae - Tomus I - De philosophica botanica, Porcelli, 1785.
- (LA) Vincenzo Petagna, Specimen Insectorum Calabriae Ulterioris, Varrentrapp et Venner, 1787.Contribuirono all’opera i suoi migliori allievi:Giuseppe Stefanelli e Giulio Candida membri della Reale Accademia delle Scienze di Napoli.
- (LA) Vincenzo Petagna, Institutiones Entomologicae, Typis Cajetani Raymundi, 1792.
- Vincenzo Petagna, Delle facultà delle piante, Gaetano Raimondi, 1796.
- Vitangelo Bisceglia e Vincenzo Petagna, Alla scoperta delle cause che procurano il tetano e il torcimento di collo delle pecore.[4]

### Opere dell'allievo Giulio Candida
- Lettera di Giulio Candida al signor Vincenzo Petagna - Sulla formazione del molibdeno, Napoli, Giuseppe Maria Porcelli, 1785.